# Polystichum auritum
Polystichum auritum là một loài dương xỉ trong họ Dryopteridaceae. Loài này được Yatsk. mô tả khoa học đầu tiên năm 1989.
Danh pháp khoa học của loài này chưa được làm sáng tỏ. 